# Bryan Schouten
Bryan Schouten (ur. 10 września 1994 w Zevenbergen) – holenderski motocyklista.

## Kariera
Schouten jest zwycięzcą lokalnych mistrzostw ONK 125GP i Moto3, brał także udział w Mistrzostwach Niemiec IDM i hiszpańskich CEV Repsol. Zaliczając wcześniej jedynie gościnne występy w MMŚ (głównie na torze Assen), Holender od 2014 dostał szansę startów w pełnym wymiarze, zatrudnił go team CIP Moto3, który wystawiał maszyny Mahindry, ale w przeciągu całego sezonu nie zdołał zdobyć żadnych punktów dla teamu.

### Statystyki
| Sezon | Klasa | Motocykl  | 1      | 2      | 3      | 4      | 5      | 6      | 7      | 8      | 9       | 10     | 11     | 12      | 13     | 14  | 15  | 16  | 17  | 18  | Poz | Pkt |
| ----- | ----- | --------- | ------ | ------ | ------ | ------ | ------ | ------ | ------ | ------ | ------- | ------ | ------ | ------- | ------ | --- | --- | --- | --- | --- | --- | --- |
| 2011  | 125cc | Honda     | QAT    | SPA    | POR    | FRA    | CAT    | GBR    | NED 22 | ITA    | GER     | CZE    | IND    | RSM     | ARA    | JPN | AUS | MAL | VAL |     | NS  | 0   |
| 2012  | Moto3 | Honda     | QAT    | SPA    | POR    | FRA    | CAT    | GBR    | NED 25 | GER    | ITA     | IND    | CZE    | RSM     | ARA    | JPN | MAL | AUS | VAL |     | NC  | 0   |
| 2013  | Moto3 | FTR Honda | QAT    | AME    | SPA    | FRA    | ITA    | CAT    | NED 19 | GER    | IND     | CZE    | GBR    | RSM     | ARA 19 | MAL | AUS | JPN | VAL |     | NC  | 0   |
| 2014  | Moto3 | Mahindra  | QAT 25 | AME 26 | ARG 18 | SPA 22 | FRA 19 | ITA 21 | CAT 24 | NED 16 | GER DNS | IND 27 | CZE 23 | GBR Ret | RSM 20 | ARA | JPN | AUS | MAL | VAL | NC  | 0   |